# Cappella dell'Immacolata Concezione (Orco Feglino)
La cappella dell'Immacolata Concezione è un luogo di culto cattolico situato nella frazione capoluogo di Feglino nel comune di Orco Feglino, in provincia di Savona.

## Descrizione

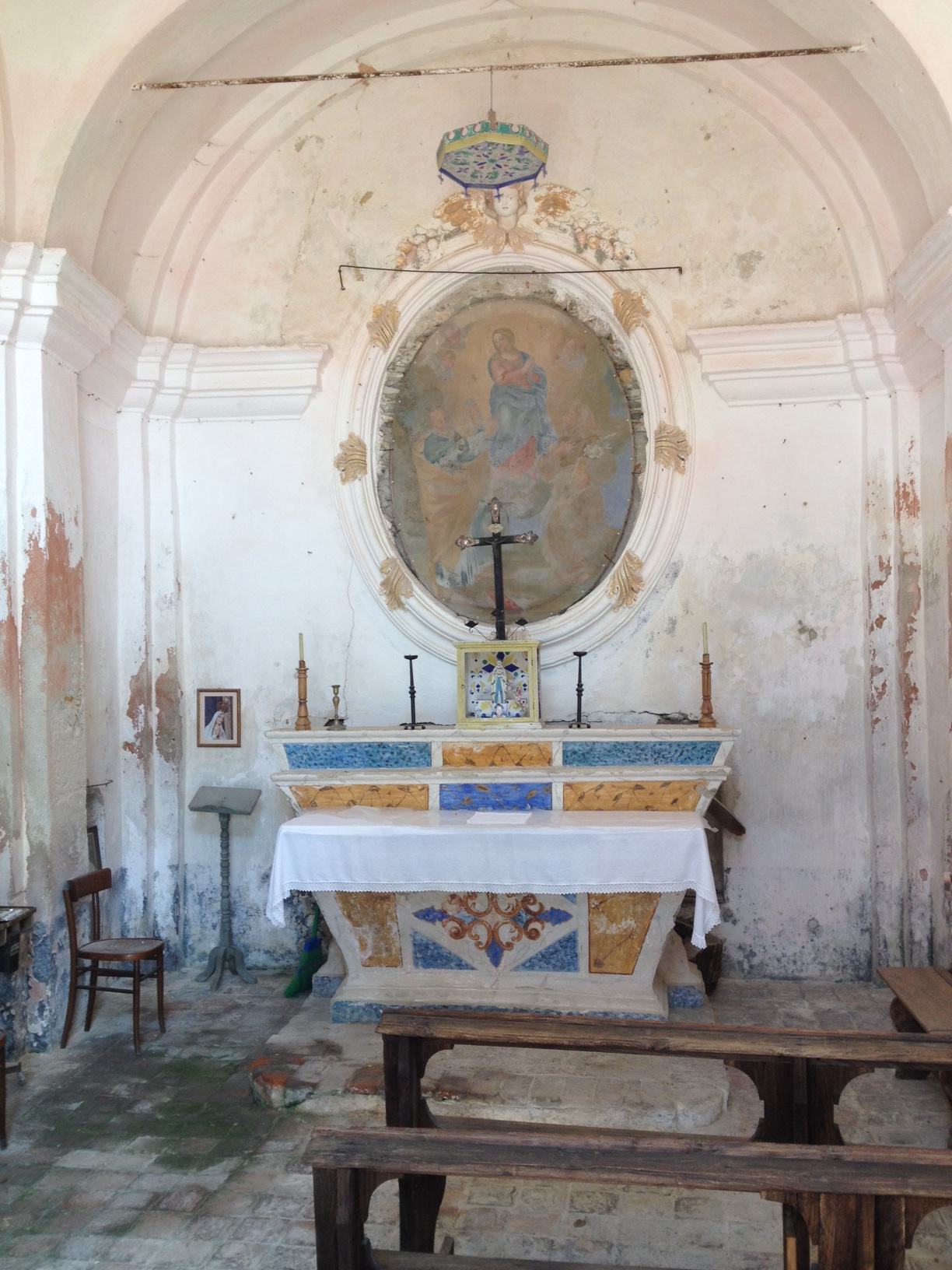
L'altare

Si presenta come un piccolo edificio a pianta rettangolare, costituito da un unico ambiente. La facciata a capanna non presenta decorazione o fregi. Il portone centrale è affiancato da due finestre e sormontato da un rosone trilobato, uniche aperture che permettono l'illuminazione dell'interno. Sul tetto è presente un piccolo campanile a cavaliere.
L'interno presenta un pavimento in mattoni, una volta a tutto sesto, un aradio a muro privo di ante sulla parete sinistra e una nicchia (probabilmente una porta laterale murata) sulla parete destra. Non c'è separazione architettonica tra presbiterio e aula. Le balaustre, quasi certamente in origine lignee, risultano rimosse e assenti. L'altare è in pietra e calce dipinto, sormontato da un piccolo baldacchino colorato.
Sulla parete di fondo si apre un ovale circondato da una cornice in stucco, che racchiude un affresco deteriorato dell'Immacolata Concezione. Le pareti sono attualmente dipinte di bianco, ma traspare nelle zone più scrostate dall'umidità una sottostante tinteggiatura rossastra.